# Okrajno sodišče v Šentjurju pri Celju
Okrajno sodišče v Šentjurju pri Celju je okrajno sodišče Republike Slovenije s sedežem v Šentjurju, ki spada pod Okrožno sodišče v Celju Višjega sodišča v Celju. Trenutna predsednica (2020) je Lidija Zidanšek.